# Nikolaus Gülich

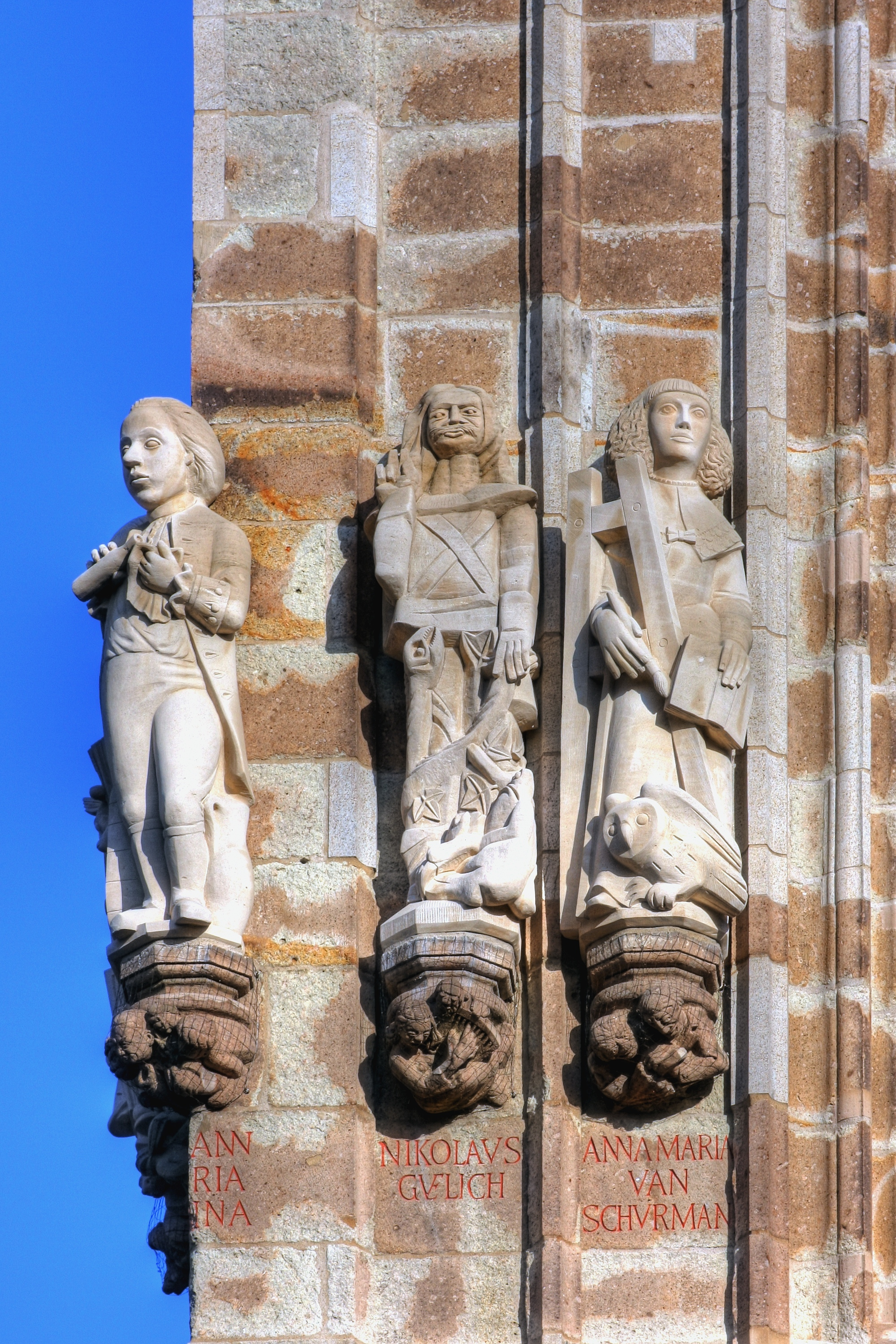
Figur des Nikolas Gülich (Mitte) am Kölner Rathausturm

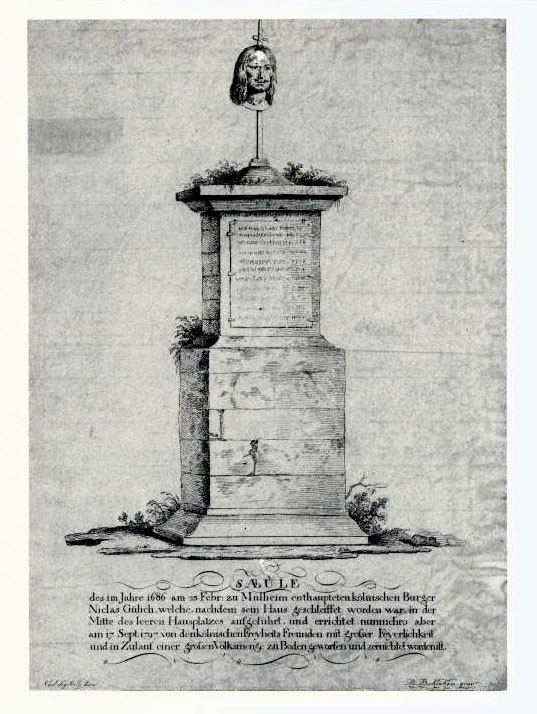
Die Nikolaus-Gülich-Schandsäule

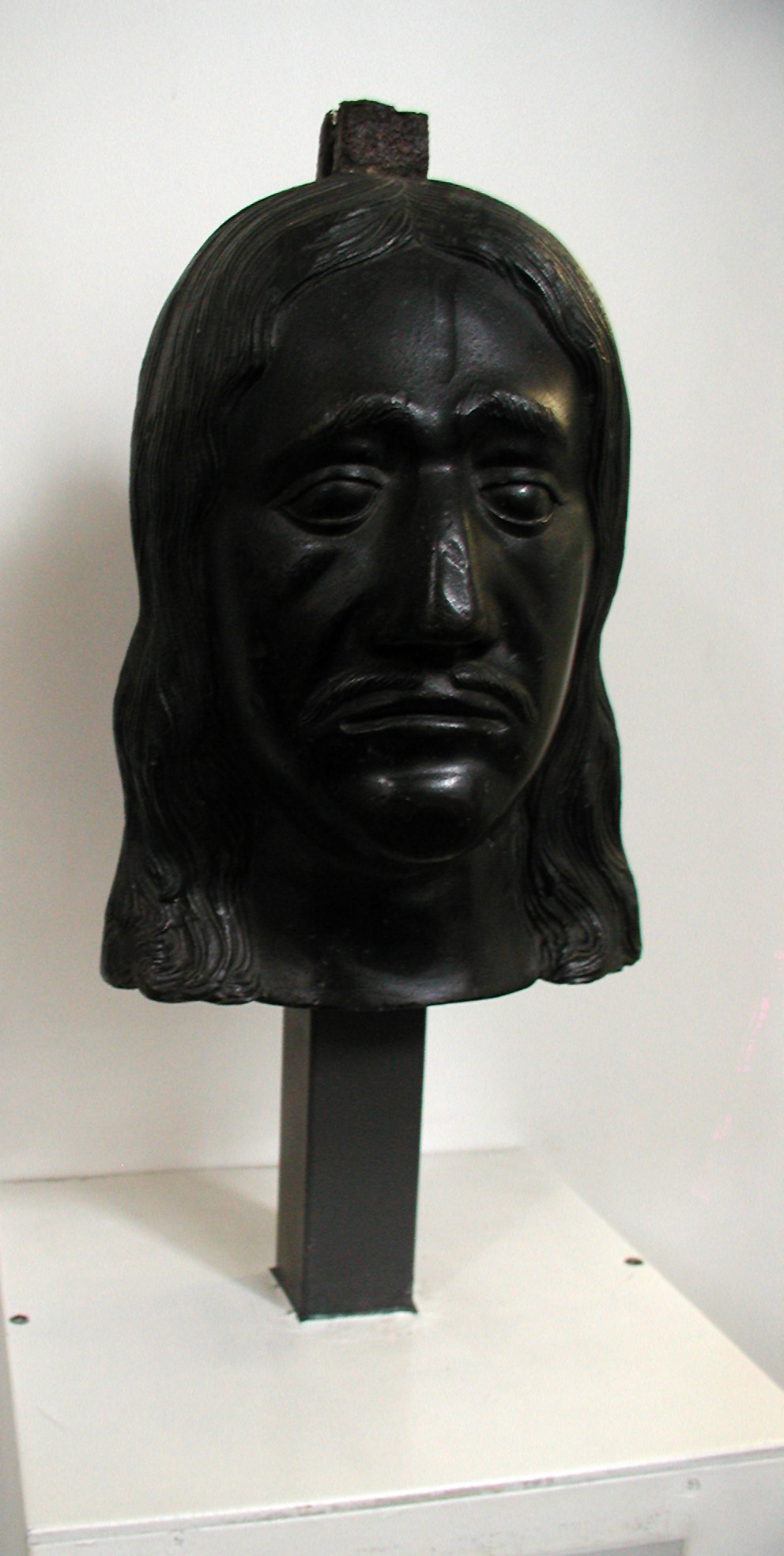
Kopf des Nikolaus Gülich von der abgerissenen Schandsäule; Zeughaus Köln

Nikolaus Gülich (* 30. Oktober 1644; † 23. Februar 1686) war in den 1680er Jahren der Anführer einer Protestbewegung gegen die Kölner Stadtführung (Gülich-Aufstand bzw. Gülich’sche Rebellion).

## Leben
Nikolaus Gülich war der Sohn des Kölner Hutmachers Andreas Gülich und dessen Gattin Maria de Reuss, die einer bedeutenden Kölner Kaufmannsfamilie entstammte. Er hatte sich Mitte des 17. Jh. als Manufakturkaufmann an der Straße Obenmarspforten in Köln niedergelassen und gründete 1668 dort eine eigene Handlung für Band- und Manufakturwaren sowie drei Jahre später mit seinem Bruder Theodor auch einen Weinhandel. Gülich war Mitglied der Kaufmanns-Gaffel „Himmelreich“.
Im Jahr 1680 setzte sich Nikolaus Gülich an die Spitze einer Bewegung von Unzufriedenen innerhalb der Kölner Bürgerschaft. Angeprangert wurden zweifelhafte Praktiken der Stadtregierung, die u. a. Vetternwirtschaft und Veruntreuung öffentlicher Gelder umfasste. Gülich organisierte die Protestbewegung innerhalb Kölns und wurde 1683 als „syndicus specialis“ neben einem neuen Stadtrat installiert. Eine umgehend eingesetzte kaiserliche Untersuchungskommission drohte den neuen Machthabern und der ganzen Stadt mit einem Reichsbann, so dass im August 1685 Gülich abgesetzt und inhaftiert wurde. Am 23. Februar 1686 wurden die Todesurteile auf der Mülheimer Heide vollstreckt.

## Nachleben
Nach der Enthauptung Gülichs verfügte ein Gericht den Abriss seines Hauses und ein Verbot, die freigewordene Fläche wieder zu bebauen. So entstand ein Platz, der später nach ihm benannt wurde. Auf dem Platz wurde 1686 eine Schandsäule errichtet, mit einem Kopf mit Gülichs Gesichtszügen, aus Bronze gegossen und von einem Schwert durchbohrt. Die Führung der Stadt plante, dieses Denkmal als Abschreckung dort für immer stehen zu lassen. Erst mehr als 100 Jahre später, zur Zeit der Besetzung durch Truppen der französischen Revolution, wurde sie abgebrochen.
Im 18. Jahrhundert wurde der Platz des früheren Hauses Jülichs-Platz genannt. Die Firma Farina nahm deshalb diese Adresse in ihrem Firmennamen als Johann Maria Farina gegenüber dem Jülichs-Platz auf. Als Köln 1815 preußisch wurde, benannten die Behörden diesen Platz in Gülichplatz um.
Der Gülichplatz befindet sich westlich vom Wallraf-Richartz-Museum an der Straßenecke Obenmarspforten, gegenüber dem Farina-Haus  mit einem Fastnachtsbrunnen. Der sogenannte „Fastnachtsbrunnen“ wurde 1913 von Georg Grasegger geschaffen und ist einer der originellen Kölner Straßenbrunnen. Auf der Säule thront ein übermütiger Putto. Den Brunnenrand ziert ein Vers, den Goethe 1825 dem Kölner Karneval widmete:

„Löblich sei ein tolles Streben, wenn es kurz ist und mit Sinn. Heiterkeit zum Erdensleben sei dem flücht’gen Rausch Gewinn.“